# Dorothea Celesia

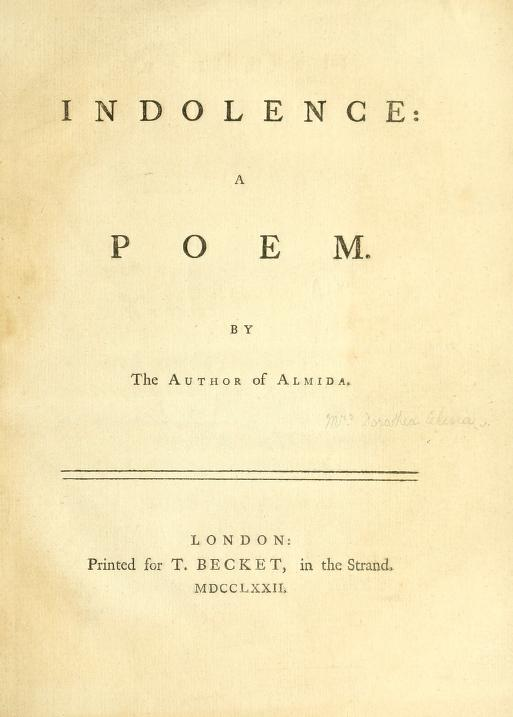
Strona tytułowa poematu "Indlence", która na okładce tytułowej nie wymienia autorki Dorothei Celesii

Dorothea Celesia (ur. 1738, zm. 1790) – angielska poetka, dramatopisarka i tłumaczka epoki oświecenia. Urodziła się jako córka poety Davida Malleta i jego pierwszej żony Susanny. Wcześnie wyszła za mąż za Pietra Paola Celesię, Włocha z Genui. W 1759 wyjechała z mężem do Genui i tam mieszkała. W 1768 sparafrazowała sztukę Woltera Tancrède. Jej wersja dramatu ukazała się pod tytułem Almida. Oprócz tego napisała poemat Indolence.